# Molophilus (Molophilus) bidigitatus
Molophilus (Molophilus) bidigitatus is een tweevleugelige uit de familie steltmuggen (Limoniidae). De soort komt voor in het Neotropisch gebied.